# Jeu du baccalauréat
Pour les articles homonymes, voir Bac et Baccalauréat.
Le jeu du baccalauréat ou jeu du bac, plus familièrement petit bac, est un jeu de société et de lettres dont le but est de trouver, par écrit et en un temps limité, une série de mots appartenant à une catégorie prédéfinie et commençant par la même lettre.

## Mise en place et jeu

### Préparation
Il se joue sur une table et nécessite un crayon et une feuille de papier par personne.
Il est convenu entre les joueurs un certain nombre de catégories (les villes, les métiers, les animaux, les prénoms, les couleurs, des personnages célèbres, etc.), avec éventuellement un degré de précision accru pour augmenter la difficulté (villes de Belgique, prénoms féminins...),.
Chaque joueur prépare un tableau sur un format A4 en mode paysage. Chaque catégorie est une entrée du tableau, tous les joueurs ayant un tableau identique.

### Déroulement
On tire une lettre au hasard ou un joueur en choisit une à tour de rôle,.
Chaque joueur doit alors inscrire un maximum de mots commençant par la lettre choisie et ce, dans chaque catégorie. Par exemple avec la lettre K : ville : Katmandou, Karlsruhe, Kaliningrad… ; prénom : Karl, Karen…, fruit : Kaki…

### Fin
La manche se termine une fois qu'un des joueurs signale qu'il a une série de mots complète ou, si d'un commun accord, tous les participants en décident. Un temps limité peut également être défini pour une manche, il faut alors prévoir un moyen de mesurer le temps.
Chaque joueur ayant trouvé un mot unique et valable gagne un point. Un autre système de décompte donne deux points à un joueur ayant trouvé un mot unique et un point aux joueurs ayant trouvé un mot en commun,. La personne ayant terminé la manche en premier gagne également un point,.
La partie se termine une fois la feuille terminée ou à l'issue d'un nombre de séries définies, voire une fois les 26 lettres de l'alphabet passées en revue. Le total des points est alors effectué afin de désigner gagnante la personne en ayant le plus.

### Adaptations
Plusieurs éditeurs de jeux de société ont édité une boîte du petit bac, avec des cartes thématiques.
Le jeu existe également en ligne (face à d'autres joueurs ou face au logiciel) ou sur smartphone.

## Histoire
En janvier 2022, Yaqua Studio sort le jeu de société Crack List, un jeu de cartes basé sur le Jeu du baccalauréat.

## Intérêt
Le jeu permet d'effectuer un travail de la mémoire et fait appel à la culture générale. Il demande en outre de la rapidité et permet un enrichissement du vocabulaire.